# Красноперич Іван Іванович
Іван Красноперич (*бл.1650 р., м. Полтава — †1718 р., Олешківська Січ) — український державний діяч доби Гетьманщини, дипломат в урядах Гетьмана Іоанна Самойловича та Гетьмана Іоанна Мазепи. Полтавський полковий хорунжий, полтавський полковий суддя (1691—1709 рр.). Також сотник Полтавської городової сотні, Полтавський городовий отаман (1682—1683 рр.; 1688; 1695—1697 рр.). Очільник українських дипломатичних місій на Московщину та Запоріжжя. Активний прибічник антимосковської коаліції Швеції та України. Герой війни з Московщиною 1708—1711 років. Один із лідерів гетьманської еміграції на Олешківській Січі.

## Біографія
Найстарший син реєстрового козака Першополтавської городової сотні Івана Красноперого, кума Івана Сірка. 1668 р. батько Іван обіймав посаду Полтавського городового Отамана, увівши сина у коло «много зацного товариства» м. Полтави. Вже 1675 р. Іван Іванович Красноперич значиться «полковим хорунжим» Полтавського полку. У цей час починає успішну дипломатичну кар'єру, очолюючи низку відповідальних посольств на Запорізьку Січ та на Московщину.
У часи гетьманування Іоанна Мазепи, виявляв послідовну лояльність до міжнародної політики глави Гетьманщини. Прізвище Красноперича міститься у доносі колишнього полтавського полковника Івана Іскри від 1708 р., в якому він переконує владу Москви в тому, що Іван Красноперич та «Обозний Дорош пропонували мені мати участь» (рос. Обозний Дорош предложили мне учавствовать) у підготовці війни проти московського царя.
Саме Полковий суддя Красноперич, на думку історика В. Пилипця, забезпечив успішність переговорів із Запорізькою Січчю про її приєднання до союзу Шведського королівства та Гетьманщини 1708 року. Після поразки у війні з Московщиною, Іван Красноперич емігрував в одну з паланок Запоріжжя, де й помер на Олешківській Січі 1718 року. Його син — Данило Красноперич — емігрував до Ханської України, формально — на територію Речі Посполитої, де жив у місті Крилів, продовживши справу батька-мазепинця у Польщі. Онук — Федір Красноперич — ще значився городовим отаманом м. Крилова.